# Écorégion méditerranéenne des forêts sèches et des fourrés succulents d'Acacia-Argania

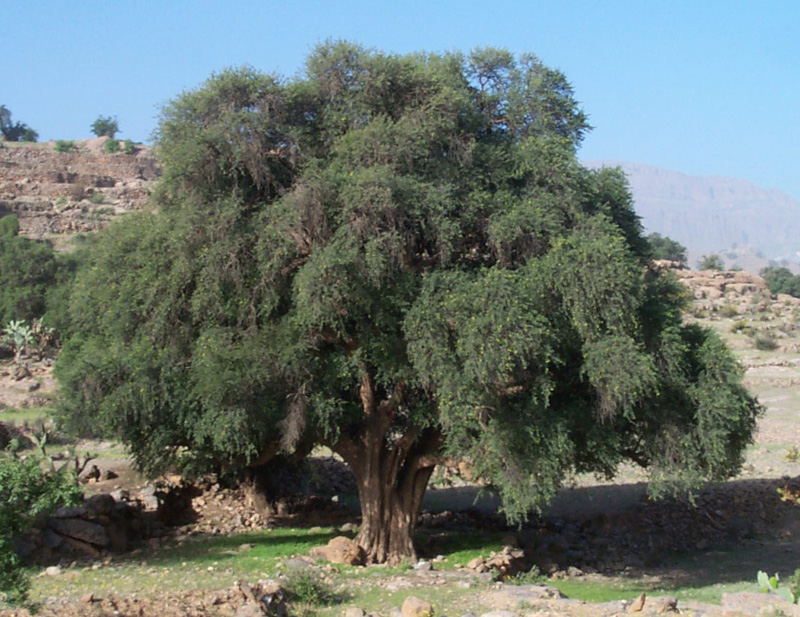
Rivière de Zaouia

L'écorégion méditerranéenne des forêts sèches et des fourrés succulents d'Acacia-Argania est une écorégion de forêts, de bois et de broussailles méditerranéennes en Afrique du Nord, centrée principalement sur le Maroc mais comprenant également le nord-ouest du Sahara occidental et l'est des îles Canaries.

## Géographie
Cette écorégion occupe 1 000 000 km2 (390 000 mi2) au Maroc, dans le nord-ouest du Sahara occidental et dans l'est des îles Canaries (Lanzarote, Fuerteventura et les îlots associés). Sur le continent africain, elle englobe la plaine côtière atlantique, les basses terres de la province d'Al Haouz, les vallées du Sous et du Draa, et la partie la plus occidentale du Haut Atlas et de l'Anti-Atlas.
Le climat est soit méditerranéen, soit semi-aride, soit aride, car les précipitations annuelles moyennes sont inférieures à 500 millimètres (20 pouces) et peuvent atteindre 50 millimètres (2 pouces) dans les zones les plus sèches de l'écorégion. Les hivers sont doux et sans gel et les étés relativement frais en raison de l'influence modératrice de l'océan. Les températures moyennes sont de 18 à 20 °C (64 à 68 °F).
L'écorégion méditerranéenne des forêts sèches et des fourrés succulents d'Acacia-Argania est délimitée au nord par les forêts et les bois méditerranéens, à l'est par les steppes et les bois du Sahara septentrional, au sud par le désert côtier atlantique et à l'ouest par l'océan Atlantique.

## Flore
Les principales communautés végétales de l'écorégion sont dominées par Argania spinosa accompagné d'Acacia, et la végétation inférieure prédominante se compose d'arbustes succulents dominés par les Euphorbes. Certaines des espèces végétales associées sont Periploca laevigata, Senecio anthephorbium, Launaea arborescens, Warionia saharae, Acacia gummifera, Rhus trpartitum, Withania frutescens, Euphorbia officinarum, Cytisus albidus, Ephedra altissima et Tetraclinis articulata.
Il existe un certain nombre de plantes endémiques de la partie canarienne de l'écorégion.

## Faune
Les mammifères que l'on trouve dans la partie continentale de l'écorégion sont le blaireau à miel, le chat sauvage européen, la mangouste égyptienne, le spermophile de Barbarie, la musaraigne éléphant d'Afrique du Nord, la gerbille de Hoogstraal, la souris rayée de Barbarie et le sanglier. D'autres mammifères, plus rares, comprennent le caracal, le chat sauvage africain, la gazelle dorcas, la gazelle de Cuvier et le mouton de Barbarie. La musaraigne des Canaries (Crocidura canariensis) est endémique à Fuerteventura, Lanzarote et aux îlots voisins.

## Zones protégées
Une évaluation réalisée en 2017 a révélé que 17 725 km², soit 18 % de l'écorégion, se trouvent dans des zones protégées. Les zones protégées au Maroc comprennent la réserve de biosphère de l'Arganeraie (23690 km², parc national de Souss-Massa), le parc national de Khenifiss (1668,16 km²), la réserve de chasse de Oued Chbeyka (1329,78 km²) et la réserve de chasse de Rouisset Tayssa Boulafraij Ouinskour et Oued Daraa (3177,54 km²).
Les zones protégées de l'est des Canaries comprennent le parc national de Timanfaya (51,81 km²), le parc naturel de l'archipel de Chinijo (460,16 km²) et le parc naturel de Los Volcanes (99,95 km²) à Lanzarote, ainsi que le parc naturel de Jandia (149,83 km²) et le parc naturel de Corralejo (26,89 km²) à Fuerteventura.